# Bell X-22
Bell X-22 (továrním označením D2127) byl americký experimentální konvertoplán postavený pro výzkumné účely společností Bell Aircraft Corporation. Šlo o konvertoplán s překlopnými zaplášťovanými vrtulemi (koncepce „tiltduct“). Stroj byl schopen vertikálního vzletu a přistání (VTOL).

## Vývoj a konstrukce
Konvertoplán X-22 byl experimentální model postavený na objednávku amerického námořnictva (US Navy). 17. března 1966 podnikl první vzlet ze země. Kvůli poruše na ovládání vrtulí popsané zkušebním pilotem Stanleym Kakolem se prototyp 8. srpna 1966 zřítil. Technici z něj odebrali některé použitelné komponenty, aby zprovoznili druhý prototyp.
Druhý stroj X-22 se vznesl poprvé 26. srpna 1967. Předtím byl začátkem roku vybaven stabilizačním systémem a různými inovacemi z Cornell Aeronautical Laboratory, což zlepšilo letové vlastnosti. Prototyp byl dopraven do laboratoří Cornell Aeronautical Laboratory k dalším testům. Ještě na podzim 1984 probíhaly letové zkoušky. Ačkoli byl X-22 považován za dosud nejlepší stroj této kategorie, program byl zrušen. Požadovaná rychlost 525 km/h nebyla nikdy dosažena. Přispěl však k mnoha poznatkům o charakteristice letu VTOL.
X-22 byl poháněn 4 turbohřídelovými motory General Electric-YT58-GE-8D o výkonu 945 kW každý nacházejícími se na náběžných hranách zadních nosných ploch. Pár překlopných zaplášťovaných vrtulí byl umístěn za pilotní kabinou, druhý pár pak na konci nosného křídla v zadní části trupu. Podvozek byl tříbodový, zatahovací s příďovým kolem.
Dochovaný X-22 je součástí sbírek Niagara Aerospace Museum v New Yorku.

## Specifikace

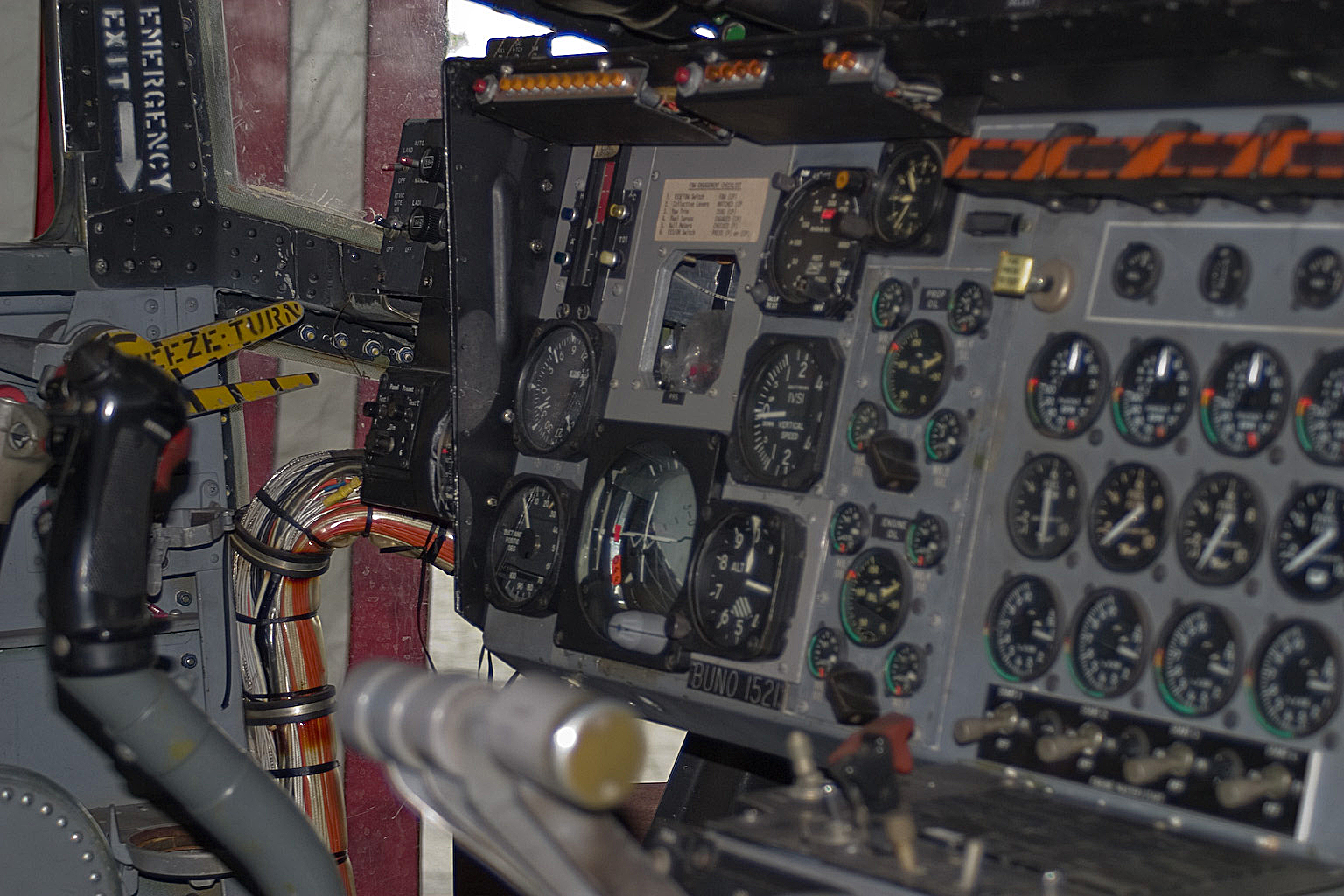
Pilotní kokpit stroje Bell X-22.

### Technické údaje
- Osádka: 2 piloti
- Kapacita: 6 pasažérů
- Délka: 12,07 m
- Výška: 6,31 m
- Rozpětí křídla: 11,96 m (zadní křídlo)
- Průměr vrtulí: 4× 2,13 m
- Prázdná hmotnost:[pozn. 1] 4 302 kg
- Vzletová hmotnost: 8 172 kg
- Pohon: 4× turbohřídelový motor General Electric-YT58-GE-8D; 945 kW každý

### Výkony
- Maximální rychlost: 409 km/h
- Cestovní rychlost: 343 km/h
- Dolet: 716 km
- Dynamický dostup: 8 500 m
- Statický dostup s vlivem země: 3 658 m
- Statický dostup bez vlivu země: 1 829 m